# Ribes de Freser (kommunhuvudort)
Ribes de Freser är en kommunhuvudort i Spanien.   Den ligger i provinsen Província de Girona och regionen Katalonien, i den östra delen av landet, 500 km öster om huvudstaden Madrid. Ribes de Freser ligger 1 077 meter över havet och antalet invånare är 2 033.
Terrängen runt Ribes de Freser är kuperad åt sydväst, men åt nordost är den bergig. Runt Ribes de Freser är det ganska tätbefolkat, med 62 invånare per kvadratkilometer. Närmaste större samhälle är Ripoll, 11,6 km söder om Ribes de Freser. I omgivningarna runt Ribes de Freser växer i huvudsak blandskog.